# Punto su di te!
Punto su di te!  è stata una trasmissione televisiva, condotta da Elisa Isoardi e Claudio Lippi, andata in onda il 9 e 16 maggio 2012 su Rai 1.

## La trasmissione
Il meccanismo del programma prevede la ricerca di due aspiranti cantanti nella città di appartenenza di un personaggio famoso. Il personaggio in questione dopo aver visto l'esibizione sceglierà su chi puntare. In seguito si esibirà con il concorrente che ha scelto e ci sarà una sfida con le esibizioni di altri sei vip. In ogni puntata si decreterà la coppia vincitrice in rappresentanza di una città.

## I concorrenti vip

### Prima puntata
- Maria Grazia Cucinotta
- Paolo Conticini
- Melissa Satta
- Toto Cutugno
- Biagio Izzo
- Ricky Tognazzi

### Seconda puntata
- Arrigo Sacchi
- Marisa Laurito
- Rossella Brescia
- Pippo Franco
- Francesco Pannofino
- Rosita Celentano

## Città vincitrici
- 1ª puntata: Napoli
- 2ª puntata: Roma

## Ascolti
| Puntata | Messa in onda  | Telespettatori | Share  |
| ------- | -------------- | -------------- | ------ |
| 1       | 9 maggio 2012  | 3.161.000      | 12,09% |
| 2       | 16 maggio 2012 | 2.686.000      | 9,97%  |
|         | Media Auditel  | 2.923.000      | 11,03% |

## Curiosità
- Ad affiancare il conduttore ci sono tre inviati speciali in giro per l'Italia alla ricerca dei talenti da sottoporre al giudizio dei vip. I tre inviati sono: Beppe Braida, Enzo Salvi e Filippo Bisciglia.[4]
- Punto su di te! costituisce l'evoluzione della trasmissione I raccomandati.
- Inizialmente il programma doveva essere condotto prima da Pupo, che poi ha rinunciato perché gli ricordava troppo il già citato sopra I raccomandati, da lui anche condotto. Poi è stato affidato a Elisa Isoardi e Massimo Lopez. Quest'ultimo ha poi rifiutato la conduzione in coppia con Paola Perego che poi doveva essere sostituito da Teo Teocoli. Il 2 maggio però la conduttrice monzese ha rinunciato alla conduzione e il programma è stato riaffidato a Elisa Isoardi, in coppia questa volta con Claudio Lippi.